# Kosmos 2372
Kosmos 2372, ruski vojni fotografski izviđački satelit iz programa Kosmos. Vrste je Orljec-2 (Jenisej).
Lansiran je 25. rujna 2000. godine u 10:10 s kozmodroma Bajkonura (Tjuratama) u Kazahstanu. Lansiran je u nisku orbitu oko planeta Zemlje raketom nosačem Zenit-2 11K77. Orbita mu je bila 210 km u perigeju i 335 km u apogeju. Orbitna inklinacija mu je bila 65,01°. Spacetrackov kataloški broj je 26538. COSPARova oznaka je 2000-056-A. Zemlju je obilazio u 89,96 minuta. Letjelica je bila teška 12-ak tona i opremljena dvadeset i dvjema kapsulama za nositi i prenijeti na Zemlju fotografije visoke razlučivosti. Razlikuje se od prijašnjih fotoizviđačkih svemirskih letjelica koje su funkcionirale samo dva ili tri mjeseca, jer ova je predviđena trajati godinu dana.
Deorbitirao je 20. travnja 2001. godine. Iz ove je misije ostalo još nekoliko dijelova koji su ostali kružiti u niskoj orbiti, poput dijelova motora, poklopaca motora i dr. i svi su 2000. vratili se u atmosferu.

## Vanjske poveznice
- N2YO.com Search Satellite Database
- Celes Trak SATCAT Format Documentation (engl.)
- Kunstman  Arhivirana inačica izvorne stranice od 12. kolovoza 2019. (Wayback Machine) Satellites in Orbit (engl.)